# SN 2001fv
SN 2001fv – supernowa typu II-P odkryta 3 listopada 2001 roku w galaktyce NGC 3512. W momencie odkrycia miała maksymalną jasność 16,40m.